# シャハブ5
シャハブ5(Kosar)とはイランの中距離弾道ミサイルである。

## 概要
射程4,000-4,300kmで装備する弾頭重量は1,000‐750kgでイスラエルの情報機関によればこれに関する技術はロシアと北朝鮮からもたらされたとされ、中距離弾道ミサイルとしてだけではなく、人工衛星の打ち上げに使用する目的だった可能性も指摘される。
1998年10月1日にワシントン・タイムズ紙にればイスラエルのネタニヤフ首相はイランはヨーロッパまで届くシャハブ4とアメリカ東海岸まで到達するシャハブ5と6を開発中であると述べた。さらにイランはスカッドを基にしてアメリカ合衆国を攻撃可能な十分な射程を有する先進的なミサイルを開発するとされる。
1999年7月14日のHouse Science Sub Committee on Space & Aeronauticsではワシントン・タイムズ紙で射程が4,247.76-4,263.85 kmで弾頭が453.6 kgと推定され、テポドン2号が基になったと推定される。
冷戦期にソビエト連邦でSkean/SS-5/R-14中距離弾道ミサイル、Saddler/SS-7/R-16大陸間弾道ミサイル とSasin/R-26大陸間弾道ミサイルのために開発されたエネゴマシュ製の常温での貯蔵が可能な推進剤を使用するRD-216を束ねて1段目に搭載するとされ、ロシアから移転されたエンジンの技術はイランの工業水準ではそのまま量産化する事は困難であったと推定され、現地の事情に合わせて改良された可能性がある。このエンジン技術はシャハブ5とシャハブ6のみに適用可能であると推定され、開発には北朝鮮が関与している可能性も指摘されている。
2000年2月9日にワシントン・タイムズ紙は1999年11月21日に平壌国際空港からイラン航空のボーイング747貨物機でノドン準中距離弾道ミサイルに使用される形式と同形式のエンジンが運ばれたとする。この記事では他にも派生型の可能性に関しても言及していた。